# Bacchisa chinensis
Bacchisa chinensis là một loài bọ cánh cứng trong họ Cerambycidae.